# Francesco Saverio Bartoli
Francesco Saverio Bartoli, solitamente citato come Francesco Bartoli, (Bologna, 2 dicembre 1745 – Rovigo, 6 aprile 1806) è stato uno scrittore, comico e letterato italiano.

## Biografia
Figlio di Severino e Maddalena Boari, Francesco Bartoli si interessò fin dalla giovanissima età alla letteratura e al teatro.
Nel 1766 recitò in tre commedie del Goldoni nel teatro appartenente ai Venenti, poi si spostò con la compagnia in altre città, tra cui Verona, Livorno, Parma, Milano e Ferrara; nel 1769 sposò l'attrice Teodora Ricci, aggregatasi alla compagnia in precedenza.
Nel 1772, dopo aver recitato a Bergamo, decise di scrivere una guida artistica della città, intitolata Le pitture, sculture ed architetture delle chiese e d'altri luoghi pubblici di Bergamo..., che pubblicò incompiuta nel 1774 e successivamente terminò nel 1777. Negli stessi anni iniziò a raccogliere le descrizioni delle opere d'arte e delle architetture di altre città italiane, con l'ambiziosa intenzione di scrivere un'opera suddivisa in dodici volumi; tuttavia, dopo aver pubblicato nel 1776 il primo, dedicato al Piemonte, al Monferrato e a parte del ducato di Milano, e nel 1777 il secondo, riguardante un'altra parte del ducato di Milano, non poté proseguire a causa di difficoltà finanziarie.
Nel 1782 pubblicò l'opera, dedicata al mondo degli attori, Notizie istoriche de' comici italiani che fiorirono intorno all'anno MDL fino a giorni presenti. Opera ricercata, raccolta ed estesa da F. B. bolognese, accademico Clementino.
Vinse il concorso accademico Clementino dell'Accademia bolognese di San Luca.

## Opere principali
- Le pitture, sculture ed architetture delle chiese, e d'altri luoghi pubblici di Bergamo, Vicenza, Carlo Bressan, 1774.
- Notizie istoriche de' comici italiani che fiorirono intorno all'anno 1550. fino a' giorni presenti., Padova, 1782.
- Le pitture, sculture ed architetture della città di Rovigo : con indici ed illustrazioni, Venezia, Pietro Savioni, 1793.